# Carmella Bing
Pour les articles homonymes, voir Bing.
Carmella Bing, née le 21 octobre 1981 à Salem, Oregon, est une actrice pornographique américaine.

## Biographie
En 2002, Carmella Bing déménage à Las Vegas et commence sa carrière en posant pour des magazines pour adultes. Cependant en 2004, elle grossit beaucoup jusqu'à peser 108.5 kg. Quelques mois passent pour qu'elle revienne à un poids normal. Elle subit également une opération chirurgicale de la poitrine, étant donné que sa taille avait également diminué avec la perte de poids.
En novembre 2005, Carmella se sent prête à commencer à faire des films porno et apparaît sur des sites web à contenu pour adultes. La star du porno Davia Ardell la met également en contact avec un agent de l'industrie du porno, c'est ainsi qu'elle commence rapidement sa nouvelle carrière. Elle devient vite une star pour ses formes très généreuses (34DDD-26-34) et ses performances anales et vaginales.
Carmella espérait devenir une star de cinéma X pour accroître sa notoriété en tant que call-girl. Elle dit être passionnée, qu'elle aime avoir des relations sexuelles devant une caméra, et qu'elle n'a pas l'intention de quitter le secteur.
En dépit de ne pas apparaître dans l'industrie pendant deux ans, en 2007 elle a déjà fait une cinquantaine de films, auxquels il faut ajouter de nombreuses scènes pour les sites Bang Bros, Brazzers, Naughty America et Bustyz. Elle jouera avec les acteurs Manuel Ferrara, Redninja & Lexington Steele, pour les studios Evil Angel, Vivid, Hustler & Digital Playground.

## Abandon du porno
Finalement, elle décide d'arrêter le porno en 2008, en délaissant Los Angeles pour retourner à Las Vegas et redevient une escort girl, ce qu'elle avait fait avant d'entrer dans l'industrie du X et qu'elle n'avait jamais totalement abandonné.
Elle déclare « Le porno coûte de l'argent, les taxes, frais, sans parler des périodes où vous êtes sans travail à cause de MST et des grossesses lors des tournages. En tant qu'escort, je n'ai à me préoccuper que des frais de publicité et des factures téléphoniques. Et je ne suis rentrée dans le porno que pour le sexe et me faire payer. »
Pourtant, en 2009, elle fait une apparition dans une vidéo et tourne pour le site Brazzers.

## Vie personnelle
En été 2010, via sa page MySpace, elle dément le fait qu'elle aurait contracté le sida et annonce par ailleurs qu'elle est enceinte de huit mois.
En décembre 2012, elle aurait été arrêtée en possession de divers objets servant à consommer de la drogue.

## Récompenses et nominations
- 2007 : UK Adult Film and Television Awards – Best Overseas Female Performer[1].

## Filmographie sélective
- Every Mans Dream (2005)
- Bang My Tasty Twat (2006)
- Big Fucking Titties 2 & 4 (2006)
- Double Decker Sandwich 8 (2006)
- Goo 4 Two 3 (2006)
- Naughty Office 4 (2006)
- Oral Antics 4 (2006)
- Spread 'Em Wide Open (2006)
- Her First Anal Sex 10 (2006)
- Taboo 7 (2006)
- Multiple Chicks on One Dick 2 (2006)
- Juggernauts 5 (2006)
- Juggies 4 (2006)
- Juicy Juggs (2006)
- Memoirs of Mika Tan (2006)
- Anal Addicts 28 (2007)
- Anal Asspirations 7 (2007)
- Big Tit Ass Stretchers 6 (2007)
- Big Tits Round Asses 4 (2007)
- Brianna Love Is Buttwoman (2007)
- Brunettes Eat More Cum (2007)
- Jack's POV 9 (2007)
- Jack's Teen America 19 (2007)
- MILFs Gone Anal 2 (2007)
- Tit Worship 2 (2007)
- Pure Carmella (2007)
- Sex Fiends 5 (2007)
- Busty Housewives (2008)
- Butt Licking Anal Whores 9 (2008)
- Don't Make Me Beg 1 (2009)
- Serious Set Of Headlights (2009)
- Welcome to Boobsville (2009)
- Big Tits in Uniform 2 (2010)
- Cum out on Top 2: Gianna Michaels vs Carmella Bing (2010)
- Moms a Cheater Vol. 12 (2010)
- Big Tits in Uniform 2 (2010)
- Big Tits Round Asses 15 (2010)
- The Devil in Miss Jones: The Resurrection (2010)
- Racked and Stacked 2 (2010)
- Hugest Poolside Titties (2011)
- Legal Porno 26510 (2012)
- Bangin' the Biggins 3 (2013)
- Fuckfest Of 3 Horny Women (2013)
- My First Sex Teacher 16871 (2013)
- My First Sex Teacher 17159 (2013)
- Keiran Lee's 1000th: This Is Your ZZ Life (2015)